# Polypoetes albiscripta
Polypoetes albiscripta är en fjärilsart som beskrevs av Paul Dognin 1903. Polypoetes albiscripta ingår i släktet Polypoetes och familjen tandspinnare. Inga underarter finns listade i Catalogue of Life.